# 祝欢 (苏州)
祝欢（1979年12月—），男，江苏苏州人，中共党员，曾任苏州工业园区商务局局长、党组书记，因马翔宇实名举报经苏州纪委监委调查而被撤职并留党察看，毕业于苏州大学。

## 生平
1979年12月生于江苏苏州，2002年毕业于苏州大学日语系，在校期间曾获得唐仲英奖学金。2002年8月开始工作，2009年8月加入中国共产党，曾任中国（江苏）自由贸易试验区苏州片区综合协调局副局长、党组书记。2021年，任苏州工业园区综合协调局（商务局）局长、党组书记。2024年7月27日，2018届清华大学毕业生、苏州工业园区商务局科员马翔宇，实名举报苏州工业园区商务局局长祝欢在政府采购中围标串标、虚设项目套取资金，向省委巡视组提供虚假材料，同时还涉嫌学历造假，涉案金额超过1700万人民币。2024年8月2日，苏州市纪委监委发布通报称，已对祝欢立案审查调查，苏州市委已决定暂停其履行职务。12月15日，经调查，马翔宇所举报的事项属实，祝欢被撤职并留党察看，级别从正处职降为正科级。